# Замок Монженан
Замок Монженан (фр. Château de Mongenan) — это замок постройки восемнадцатого века и ботанический сад в муниципалитете Портетс (департамента Жиронда, Франция). Сады классифицируются Комитетом парков и садов Министерства культуры Франции, как самые известные сады Франции.
Замок Монженан был причислен к историческим памятникам Франции в 2003 году.

## История
Создателем обоих объектов был барон де Гаск, который построил замок в 1736 году и создал ботанический сад в 1741 году. Он был вдохновлён своим другом и учителем музыки Жан-Жаком Руссо и теоретиком ботаники — Карлом Линнеем, который считал, что все растения ценны, неэависимо от того, являются ли они декоративными, лекарственными, дикими или используются для приготовления пищи. Сад был сделан похожим на идеальный классический сад, описанный в романе Руссо «Юлия, или Новая Элоиза», будучи полон ароматов и цветов. Нынешний сад остаётся таким, каким он был в XVIII веке, с овощами той эпохи, местными сортами плодовых деревьев, с сортами роз, астр, ирисов, георгин, ароматических растений и растений, использовавшихся в то время для производства духов. В парке также растут туберозы и жасмины.
Замок также использовался как масонский храм с 1750 по 1898 год и является единственным примером масонского храма во Франции XVIII века.

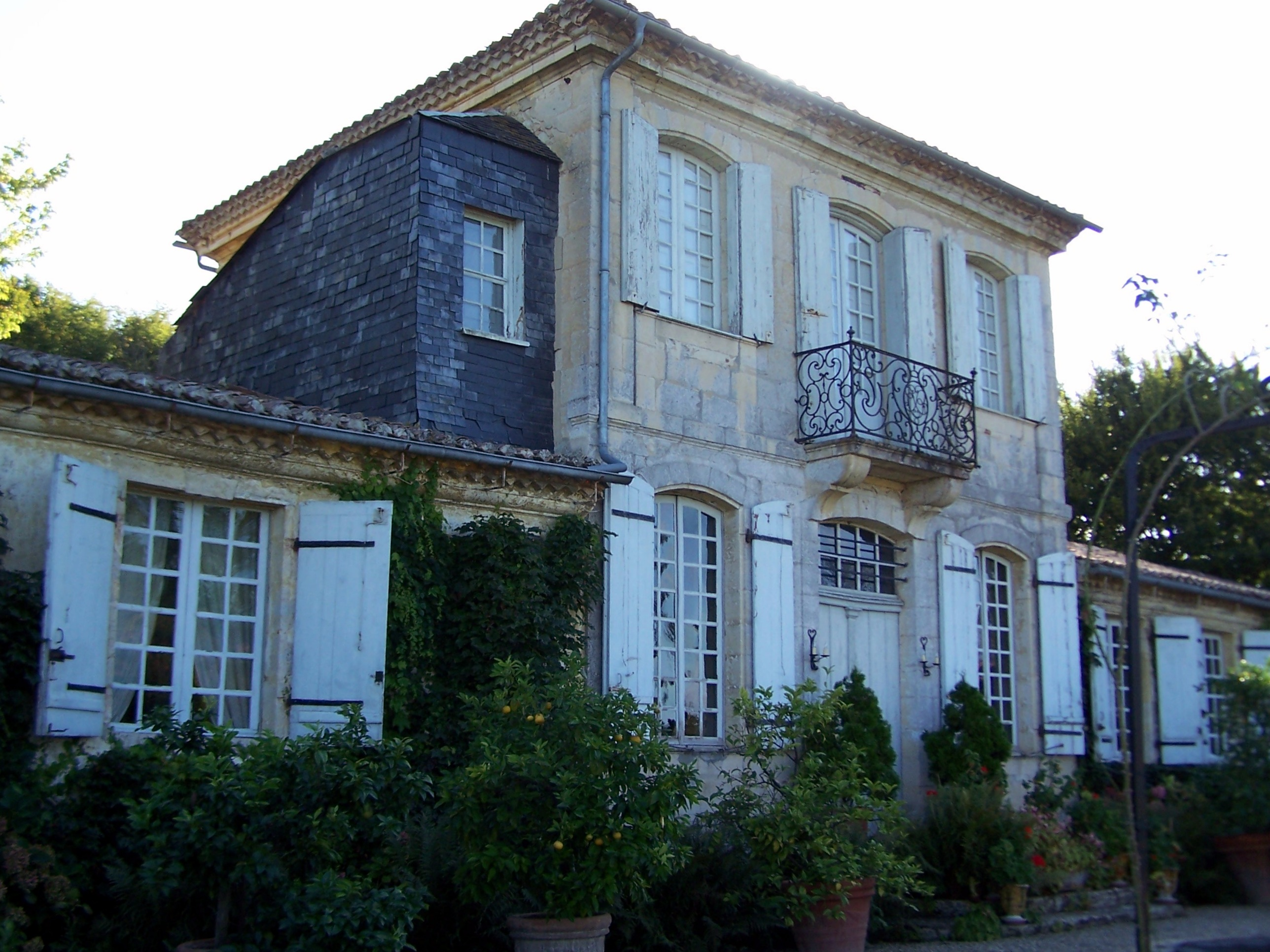
Фасад здания
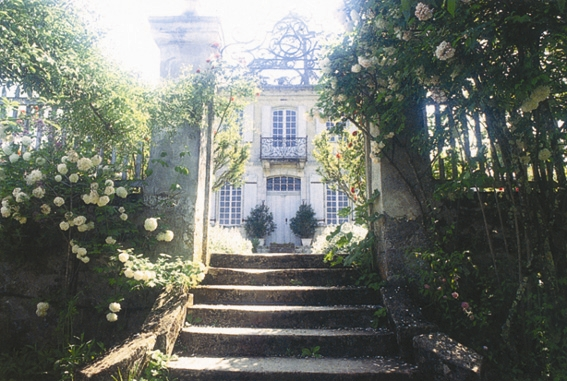
Замок Монженан
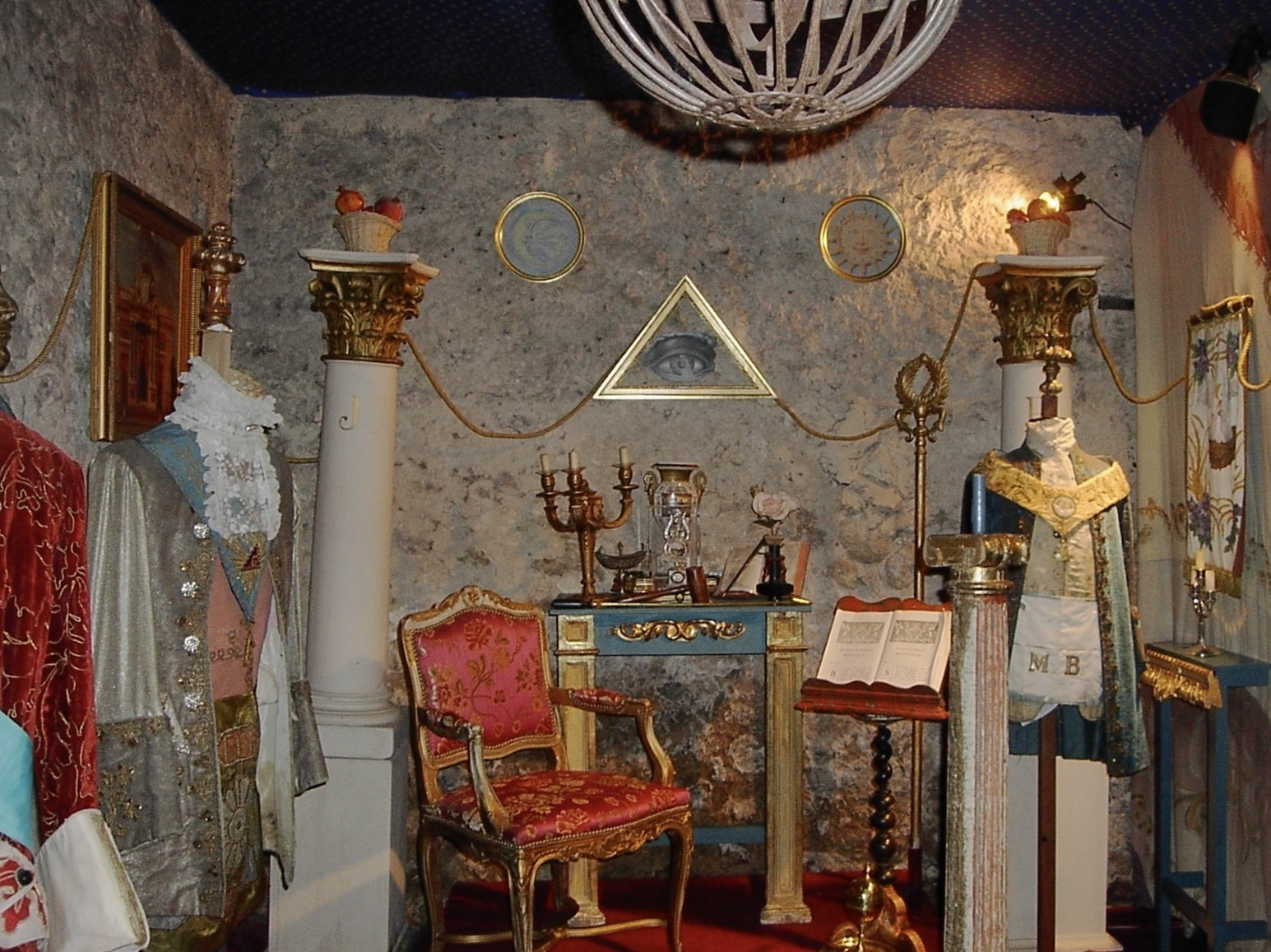
Масонская ложа в интерьере замка. XVIII век.